# グルン語
グルン語(Tamu Kyi, तमु क्यी)は、シナ・チベット語族に属する言語である。ネパールのグルン人により話されている。2つの方言があるが方言間での会話の相互理解可能性は限定的である。
ネパールではインド・ヨーロッパ語族インド・イラン語派インド語派のネパール語が公用語であるが、ネパール政府はグルン語を公的に認知している。

## 話者分布
エスノローグによるネパールの話者分布
- ガンダキ県: カスキ郡、シャンジャー郡、ラムジュン郡、タナフン郡 、 ゴルカ郡、さらにおそらく マナン郡（英語版）
- ダウラギリ県: パルバト郡

## 文法

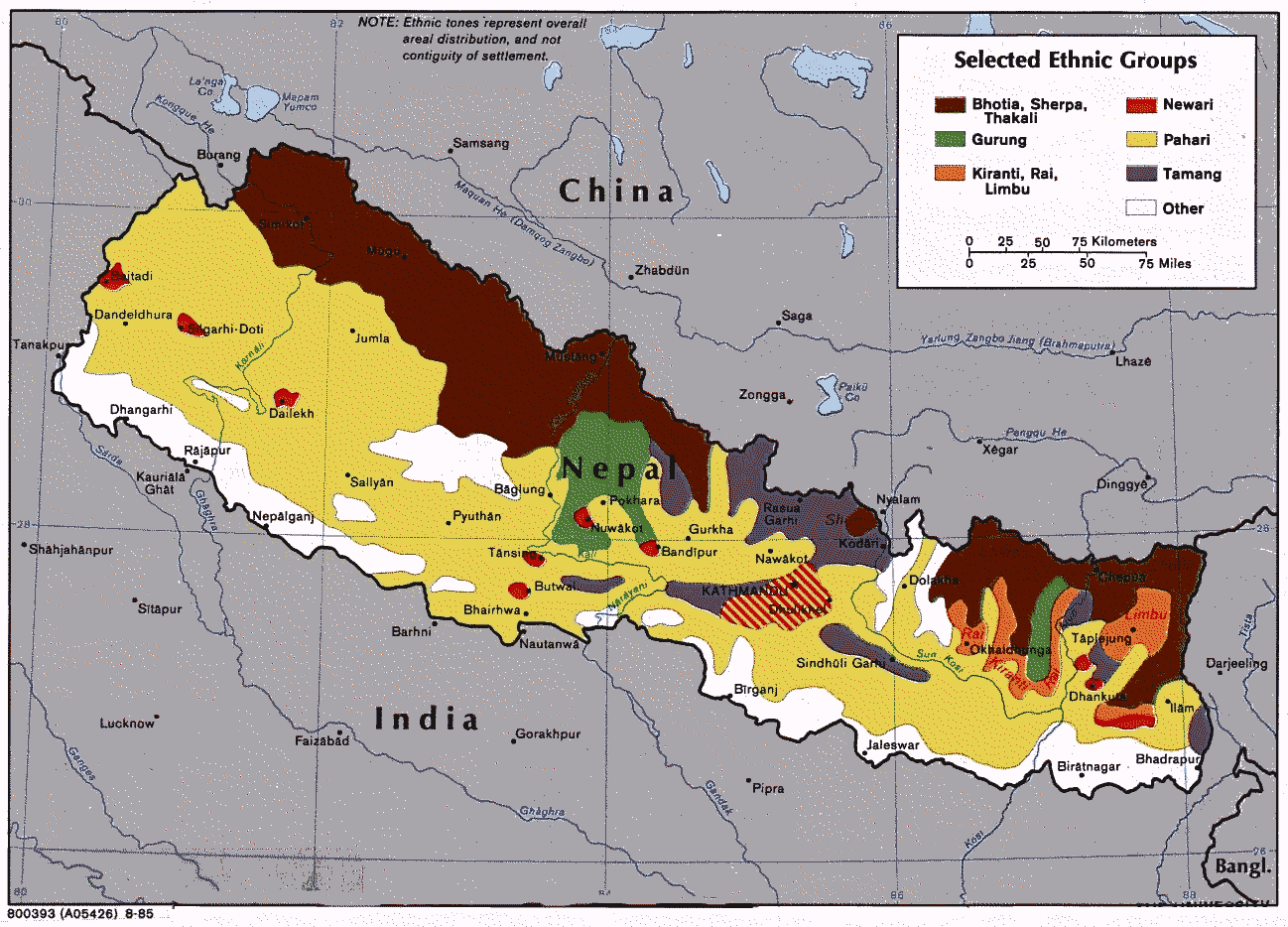
ネパールの民族分布。緑がグルン人の地域

- SOV型
- 後置詞
- 属格
- 名詞の主要部の前に形容詞の関係節
- 名詞の主要部の後に数詞
- 相反する疑問文における尻上がりイントネーション
- 否定動詞における１つの接頭辞
- 接尾辞の最大数が3
- 前置詞による名詞句の格の明示
- 無主語、無目的語の動詞
- 時制による分裂能格
- 使役
- 受益格（英語版）
- CV, CCV, CCCV

音声学的には、グルン語は声調言語である。